# Earth 2150 : El proyecto lunar
Earth 2150: The Moon Project (en español, El proyecto lunar) fue lanzado en 2001 por Strategic Simulations, Inc. 
Se considera como un pack de expansión del Earth 2150, ya que la historia transcurre en el mismo tiempo del juego.
Proporciona nuevas misiones y armas.

## Sinopsis
La guerra en la Tierra llega a su punto culminante, las facciones pelean por los últimos recursos disponibles en la Tierra, antes de su destrucción.
La Corporación Lunar descubre unos planos, dentro de un raro túnel lunar; que describe un arma tan poderosa que puede disparar un rayo desde la Luna a la Tierra, así atacarla.
Los Estados Civilizados Unidos se proponen destruirla antes que la Corporación la termine.

## Facciones

### Estados Civilizados Unidos
Esta facción está constituida por robots que, gracias al progreso de la inteligencia artificial, no solo cumplen la función de guerreros sino que ocupan casi todas las funciones que antiguamente eran humanas.
Los autómatas mechas, sin pilotos humanos, son muy populares en el ejército. El jugador toma el papel de GOLAN, una inteligencia artificial que gobierna al ejército robótico. Esta facción tiene poderosas armas de plasma.

### Dinastía Euroasiatica
Facción atrasada tecnológicamente, su ejército es mayoritariamente humano, equipados con tecnología del siglo XXI, poseen cañones de iones y laseres que se pueden montar a los modelos antiguos.

### Corporación Lunar
Facción pacifista, en el año 2084 rompió relaciones con la Tierra tras la guerra nuclear.
Es la más avanzada, casi todo su armamento es minero, desde el año 2084 ha vivido en paz por eso no tiene tecnología militar, pero recientemente entró en la guerra por los recursos terrestres antes de su colisión con el Sol.
Pero a pesar de esto utilizan dispositivos anti-gravitacionales y cañores sonicos capaces de destruir armamentos.